# ボブ・カーランド
ロバート・アルバート・カーランド (Robert Albert Kurland, 1924年12月23日 - 2013年9月29日) は、アメリカ合衆国の元バスケットボール選手。身長213cm、体重100kg。ポジションはセンター。1940年代を代表するビッグマンとして、NCAAトーナメント優勝とオリンピック金メダルをそれぞれ2度達成し、1961年にバスケットボール殿堂入りを果たした。

## 経歴
ミズーリ州セントルイスで生れたカーランドは、高校時代にバスケットボールと陸上で活躍した。卒業後は地元のミズーリ大学への進学を考えていたが、オクラホマ農工大学のヘッドコーチから奨学金をオファーされ入学した。
カーランドはカレッジで支配的な活躍を見せ、1945年と1946年にチームをNCAAトーナメント2連覇に導いた。自身は2年連続でトーナメントMVPを受賞し、3年連続でオールアメリカ1stチームに名を連ねた。特に1946年は当時のNCAA記録となるシーズン通算643得点を記録して年間最優秀選手に選ばれた。後にNBAのスター選手となるエド・マコーレーを擁したセントルイス大学との試合では58得点をあげている。
大学卒業後、カーランドはプロに進まず、AAUのフィリップス・66ersに入団し、6シーズンで3度の優勝を果たした。また、この期間には1948年ロンドン五輪及び1952年ヘルシンキ五輪のアメリカ代表に選ばれ、いずれも金メダルを獲得した。ヘルシンキ五輪の開会式ではアメリカ代表団の旗手に任命された。
カーランドはバスケットボールをプレーする傍ら大学院で経営学を学び、修了後は石油会社でセールスマンとして働いた。そこで様々な役職を経験し、最終的にオクラホマ州バートルズビルの副市長や市議会議員を務めた。引退後は夫婦でフロリダ州サニベル島に移り住んだ。
カーランドは1961年にバスケットボール殿堂入りを果たした。また1996年にはポーランド系アメリカ人のスポーツ殿堂にも名を連ねた。
2013年、カーランドはサニベル島の自宅にて88歳で死去した。

## 選手像と業績
カーランドは身長213cmという突出したサイズを誇り、1940年代のバスケットボール界において攻守ともに絶大な支配力を見せた。彼はカレッジの公式戦で最初にダンクを決めた選手とされており、ゴールテンディング・ルールの導入にも影響を及ぼした。カーランドは同い年で後にNBAのスーパースターとなったジョージ・マイカンと並び、バスケットボールにおけるビッグマンの地位を確立した偉人として評価されている（ちなみにカーランドはマイカン率いるデポール大学と1944年のNITトーナメント準決勝で対戦し敗れている）。
また、当時のアメリカにはBAAやNBLといったプロリーグが存在しており、マイカンをはじめ大学のトップ選手は卒業後プロに進むのが通例となっていた中、アマチュア選手としてAAUでのプレーを選択したカーランドは異質な存在であった。アマチュアであったため、彼は大学卒業後もオリンピックへの出場権を得ることができた。カーランドはプロ選手の出場が解禁される1992年バルセロナ五輪以前に複数回オリンピックアメリカ代表に選ばれた唯一の選手である。